# Ґевін Тредґолд
Ґевін Тредґолд (англ. Gavin Thredgold, 6 жовтня 1961) — австралійський академічний веслувальник.
Бронзовий призер Олімпійських Ігор 1984 року в складі вісімки.
Бронзовий призер Чемпіонату світу 1983 року в складі вісімки.